# Exochus ater
Exochus ater là một loài tò vò trong họ Ichneumonidae.